# Граница на Чандрасекар
Граница на Чандрасекар е горната граница на масата, при която звезда може да съществува като бяло джудже. Звезди с маса по-голяма от границата на Чандрасекар избухват като свръхнови и се превръщат в неутронни звезди или черни дупки. Границата на Чандрасекар се определя от равновесието на налягането на изродения електронен газ и гравитацията. Границата на Чандрасекар е равна на около {\displaystyle 1,44{\mathcal {M}}_{\odot }}, където ({\displaystyle 1{\mathcal {M}}_{\odot }} е една Слънчева маса)

## Изродено състояние на електронния газ
Масите на белите джуджета са от порядъка на слънчевата, но размерите им са доста по-малки: техните радиуси не надхвърлят една стотна от слънчевия радиус. При такава висока плътност ({\displaystyle \rho \sim 10^{5}-10^{9}} г/см3) електронните обвивки на атомите се разрушават и веществото заприличва на „супа“ от електрони, протони и неутрони. Налягането на този газ се подчинява на зависимостта
{\displaystyle P=K\rho ^{5/3}}
където {\displaystyle \rho } е плътността на газа. От формулата се вижда, че за разлика от налягането на идеалния газ, описано от уравнението на Клапейрон-Менделеев, налягането на изродения газ не зависи от температурата. Но дадената по-горе зависимост е вярна само за хладен изроден газ (такъв, при който няма необходимост от отчитане на релативистични ефекти). С повишаване на температурата на изродения газ се повишават и енергията, и скоростта на елементарните частици в него, с което става необходимо да се отчитат и релативистичните ефекти. Релативистичната формула за налягането на изродения газ е:
{\displaystyle P=K\rho ^{4/3}}
Бялото джудже не може да продължи да се свива, понеже нарастването на плътността му е ограничено от Принципа на забраната на Паули (който забранява два електрона да имат еднакви 4 квантови числа).

## Качествена оценка
Средната плътност на бяло джудже е {\displaystyle \rho \sim M/R^{3}}, където {\displaystyle M} – е масата му, а {\displaystyle R} – радиусът. Ако заместим с този израз във формулата по-горе, получаваме зависимост за силата, с която действа налягането: {\displaystyle {P \over R}\sim {{M^{4/3}} \over {R^{5}}}}. От това следва, че силата, породена от налягането на изродения газ, е пропорционална на масата на степен 4/3 ({\displaystyle {F_{p}}\sim m^{4/3}}). На силата, породена от това налягане, противостои гравитацията, която е пропорционална на масата на квадрат: {\displaystyle {F_{gr}}\sim m^{2}}. Следствие от това съотношение на степените е съществуването на единствена маса, за която тези две сили се изравняват, а понеже гравитацията зависи по-силно от масата, с увеличаване на масата на бялото джудже неговият радиус намалява. Друго следствие от този факт е, че ако масата на звездата прхевърли определена граница, то тя ще претърпи гравитационен колапс, при което ще продължи израждането на електронния газ до установяването на ново равновесие, т.е., ще се образува неутронна звезда. Тази горна граница за масата на белите джуджета е получила наименованието „Граница на Чандрасекар“.

## Количествена оценка
Припомняме релативисткото уравнение за състоянието на електронния газ:
{\displaystyle P=K\rho ^{4/3}} (1)
където
•{\displaystyle K={1 \over 8}\left({3 \over {\pi }}\right)^{1/3}{hc \over {(m_{u}\mu _{e})^{4/3}}}\approx {1,244\cdot 10^{15} \over {\mu _{e}^{4/3}}}} см3/(с2 г1/3). (2)
•{\displaystyle m_{u}} е атомна единица за маса (1,660538 × 10-27 кг)
•{\displaystyle \mu _{e}} – относителна молекулна маса на един електрон (броят електрони в даден обем се дава от формулата {\displaystyle n=\rho /(m_{u}\mu _{e})}), при изроден газ {\displaystyle \mu _{e}\approx 2}
•h и c са съответно Планковата константа и скоростта на светлината
Според теорията за динамиката на изродения газ съществува връзка между константата К и масата на газовото кълбо:
{\displaystyle K=0,3639\cdot G{\mathfrak {M}}^{2/3}}, (3)
Като приравним (2) и (3) получаваме стойност за пределната маса на бяло джудже ({\displaystyle {\mathfrak {M}}_{Ch}}) в слънчеви маси ({\displaystyle {\mathfrak {M}}_{\bigodot }}):
{\displaystyle {\mathfrak {M}}_{Ch}={0,1967 \over {(m_{u}\mu _{e})^{2}}}\left({hc \over G}\right)^{3/2}}{\displaystyle =}{\displaystyle {5,83 \over {\mu _{e}^{2}}}{\mathfrak {M}}_{\bigodot }}
{\displaystyle {\mathfrak {M}}_{Ch}\approx 1,44{\mathfrak {M}}_{\bigodot }}.

## Границата на Чандрасекар исвръхновитеот тип Iа
В тесни двойни звезди често едната компонента е бяло джудже. Ако другата компонента в тази система надвишава своята повърхност на Рош, започват процеси на акреция, при които материя пада на бялото джудже и така то увеличава масата си. Ако масата му надхвърли Границата на Чандрасекар, то тогава то избухва като свръхнова от тип Iа. При наблюдение на такива свръхнови се „калибрира“ стойността на границата на Чандрасекар, както и количеството енергия, което се отделя при такива взривове. Понеже тази енергия не се различава много при отделните свръхнови, тези звезди се използват за определянето на разстоянията до отдалечени галактики.
В англоезичната литература, обекти с известна абсолютна светимост се наричат standart candles, и освен свръхновите от тип Ia такива звезди са и цефеидите.